# 柔发菌属
柔发菌属为火色杆菌科的一个属。该属的模式种为多萝柔发菌（Flexithrix dorotheae）。

## 下属物种
- 多萝柔发菌 Flexithrix dorotheae Lewin, 1970